# Жуан Мариу (футболист, 2000)
Жуа́н Ма́риу Не́ту Ло́пеш (порт. João Mário Neto Lopes; родился 3 января 2000), также известный как просто Жуан Мариу (порт. João Mário) — португальский футболист, выступающий на позициях крайнего защитника и вингера за клуб «Порту» и сборной Португалии.

## Клубная карьера
Уроженец Сан-Жуан-да-Мадейры, округ Авейру, Жуан Мариу начал футбольную карьеру в молодёжной команде местного клуба «Санжуаненсе». В 2009 году поступил в футбольную академию клуба «Порту». 7 октября 2018 года дебютировал за команду «Порту B» в матче второго дивизиона чемпионата Португалии против «Ароки». 5 января 2019 года забил свой первый гол за «Порту B» в матче против «Бенфики B». 15 июня 2020 года дебютировал в основном составе «Порту» в матче португальской Примейра-лиги против «Спортинга», выйдя на замену Луису Диасу. В том матче «Порту» завоевал чемпионский титул.

## Карьера в сборной
Жуан Мариу выступал за сборные Португалии до 18, до 19, до 20 лет и до 21 года.
В июле 2019 года в составе сборной Португалии до 19 лет сыграл на чемпионате Европы в Армении. 20 июля забил гол в ворота хозяйки турнира, сборной Армении. Сборная Португалии дошла до финала, где проиграла Испании.

## Достижения
«Порту»
- Чемпион Португалии (2): 2019/20, 2021/22
- Обладатель Кубка Португалии: 2019/20